# Rai Open
O Rai Open é um torneio de tênis, do ATP Challenger Tour, realizado em piso de saibro, desde 2009 em Roma, Itália.

## Edições

### Simples
| Ano  | Campeão               | Vice-Campeão           | Placar              |
| ---- | --------------------- | ---------------------- | ------------------- |
| 2013 | Julian Reister        | Guillermo García-López | 4–6, 6–3, 6–2       |
| 2012 | Roberto Bautista-Agut | Rui Machado            | 6–7 (7–9), 6–4, 6–3 |
| 2011 | Thomas Schoorel       | Martin Kližan          | 7–5, 1–6, 6–3       |
| 2010 | Filippo Volandri      | Lamine Ouahab          | 6–4, 7–5            |
| 2009 | Sebastián Decoud      | Simon Greul            | 7–6(2), 6–1         |

### Duplas
| Ano  | Campeões                          | Vice-Campeões                      | Placar        |
| ---- | --------------------------------- | ---------------------------------- | ------------- |
| 2013 | Andreas Beck Martin Fischer       | Martin Emmrich Rameez Junaid       | 7–6(7–2), 6–0 |
| 2012 | Dustin Brown Jonathan Marray      | Andrei Dăescu Florin Mergea        | 6–4, 7–6(7–0) |
| 2011 | Martin Kližan Alessandro Motti    | Thomas Fabbiano Walter Trusendi    | 7–6(7-3), 6–4 |
| 2010 | Tomasz Bednarek Mateusz Kowalczyk | Jeff Coetzee Jesse Witten          | 6–4, 7–6(7-4) |
| 2009 | Simon Greul Alessandro Motti      | Daniele Bracciali Filippo Volandri | 6–4, 7–5      |